# Arslanbek Salimov
Arslanbek Salimov, född 29 november 2003, är en polsk brottare som tävlar i grekisk-romersk stil. Hans bror Mairbek Salimov är också brottare.

## Karriär
Vid EM 2025 i Bratislava tog Salimov brons i 67 kg-klassen efter att ha besegrat franske Yanis Nifri i bronsmatchen.